# Bert Nilsson
Bert Nilsson (* 1933 oder 1934; † September 1954 in Stockholm) war ein schwedischer Kanute.

## Karriere
Über das Leben und die frühe Karriere Nilssons ist kaum etwas bekannt.
Bei den Kanurennsport-Weltmeisterschaften 1954 wurde er zusammen mit den Olympioniken Lars Glassér, Carl-Åke Ljung und Gert Fredriksson Weltmeister in der K-1 4 × 500-m-Staffel.
Nilsson starb im September 1954 im Alter von 20 Jahren in Stockholm an Kinderlähmung.